# Ketchapp
Ketchapp è un editore di videogiochi francese con sede a Parigi, in Francia, specializzato nel mercato dei giochi per dispositivi mobile. Fondata nel marzo 2014 dai fratelli Antoine e Michel Morcos, la società è arrivata per la prima volta al pubblico nel 2014, attraverso il suo porting del gioco open source 2048. Molti dei giochi di Ketchapp sono varianti senza licenza di popolari casual game di altri sviluppatori. Ketchapp è stata acquisita da Ubisoft a settembre 2016.

## Storia
Ketchapp è stata fondata dai fratelli Antoine e Pisel Morcos il 7 marzo 2014 a Parigi.
Nel marzo 2014, la società ha clonato il puzzle game open source 2048 di Gabriele Cirullie e lo ha pubblicato come applicazione per iOS, con pubblicità e acquisti in-app risultando una delle top app per iOS App Store. Ketchapp ha avuto successo adattando le idee di altre applicazioni popolari, con molte delle sue versioni come varianti di giochi esistenti, come la rielaborazione del popolare gioco del 2013 Flappy Bird in Run Bird Run.
Nel febbraio 2015, la società ha rilasciato il gioco a scorrimento ZigZag, che è stato elogiato per non essere un clone di un gioco esistente, tuttavia nell'aprile 2015, lo sviluppatore Mudloop accusa Ketchapp dodtenendo che ZigZag fosse una versione del loro gioco Zig Zag Boom, che era stato presentato e respinto da Ketchapp e pubblicato sotto un titolo diverso senza crediti. Più tardi Mudloop ritrattò dichiarando che la loro presentazione di Zig Zag Boom a Ketchapp era post-datata rispetto alla versione funzionante di ZigZag di Ketchapp.
Il 27 settembre 2016, l'editore di videogiochi francese Ubisoft ha annunciato di aver acquisito Ketchapp.
Il 16 maggio 2017, Ketchapp ha pubblicato un gioco a tema fidget spinner intitolato semplicemente Fidget Spinner e sviluppato da Estoty. L'app ha ricevuto sette milioni di download nelle prime due settimane dopo il suo rilascio.
Fino a novembre 2017, Ketchapp ha rilasciato 137 giochi, incluso Jelly Jump.